# Zabójcza gra
Zabójcza gra (ang. Deadly Impact) – amerykański film sensacyjny z 2010 roku w reżyserii Roberta Kurtzmana. Wyprodukowany przez MGM Home Entertainment.

## Opis fabuły
Były policjant Tom Armstrong (Sean Patrick Flanery) mieszka w Meksyku. Zrezygnował z pracy po traumatycznych przeżyciach. Odnajdują go agenci FBI, którzy proszą, by wytropił pewnego nieuchwytnego zabójcę. Dla Toma to szansa wyrównania rachunków, gdyż przez tego przestępcę porzucił służbę.

## Obsada
- Sean Patrick Flanery jako Tom Armstrong
- Joe Pantoliano jako David Kaplow
- Carmen Serano jako Isabel Ordonez
- David House jako agent specjalny William Hopter
- Greg Serano jako Ryan Alba
- Michelle Greathouse jako Kelly Armstrong
- Amanda Wyss jako Julie Mulligan
- Luce Rains jako Red Tie
- Joel Bryant jako agent Laery

i inni